# Gella Vandecaveye
Gella Vandecaveye, född den 5 juni 1973 i Kortrijk, Belgien, är en belgisk judoutövare.
Hon tog OS-silver i damernas halv mellanvikt i samband med de olympiska judotävlingarna 1996 i Atlanta.
Hon tog OS-brons i samma viktklass i samband med de olympiska judotävlingarna 2000 i Sydney.